# Biophytum mapirense
Biophytum mapirense là một loài thực vật có hoa trong họ Chua me đất. Loài này được R.Knuth mô tả khoa học đầu tiên năm 1930.